# Monsireigne
Monsireigne – miejscowość i gmina we Francji, w regionie Kraj Loary, w departamencie Wandea.
Według danych na rok 1990 gminę zamieszkiwało 688 osób, a gęstość zaludnienia wynosiła 34 osób/km² (wśród 1504 gmin Kraju Loary Monsireigne plasuje się na 733. miejscu pod względem liczby ludności, natomiast pod względem powierzchni na miejscu 543.).